# Osuwisko w Czarnych Działach

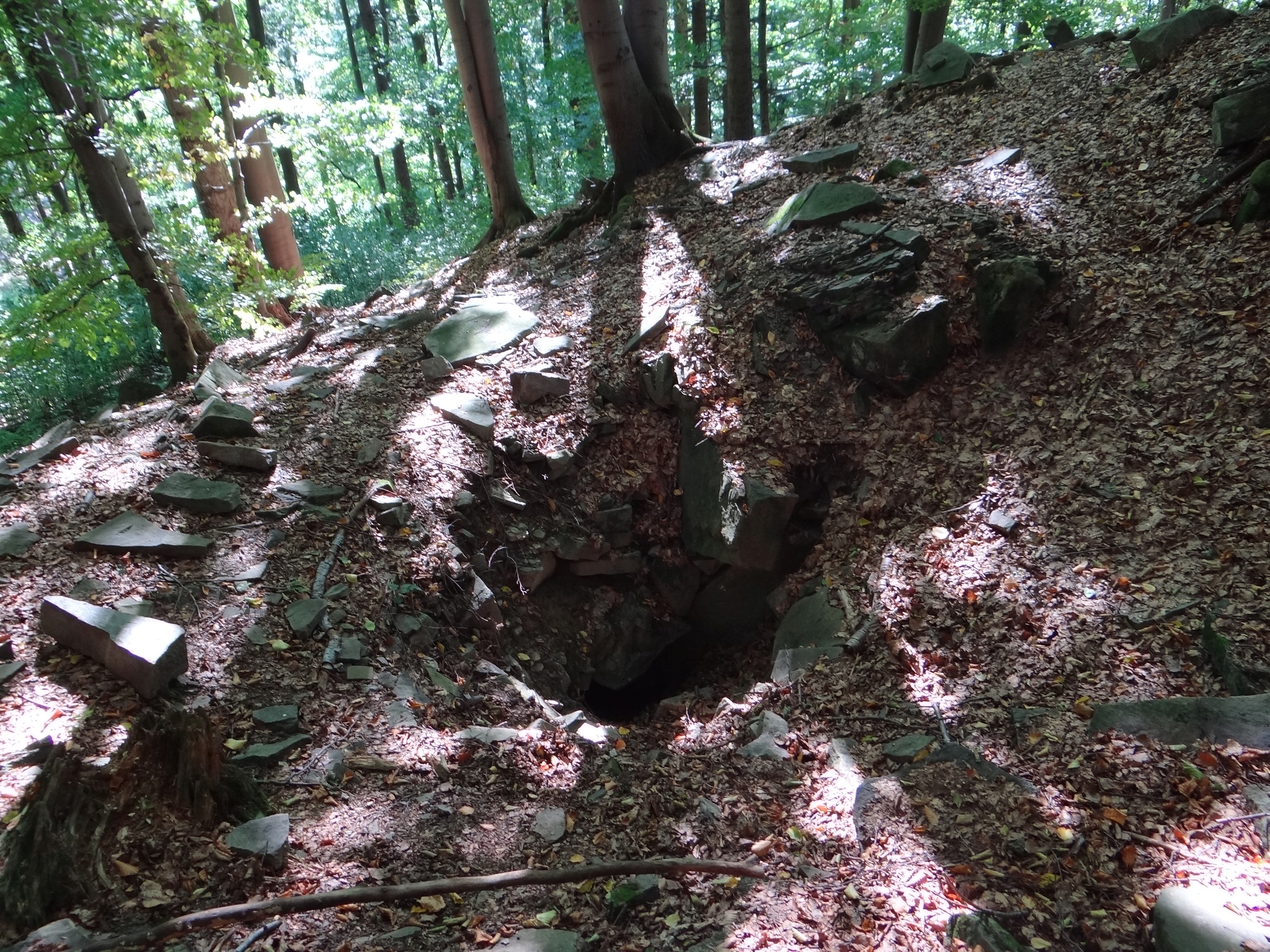
Fragment osuwiska i wejście do jednej z jaskiń

Osuwisko w Czarnych Działach (795 m) – osuwisko w Czarnych Działach w Paśmie Łysiny w Beskidzie Małym. Znajduje się w lesie na południowych stokach Czarnych Działów, tuż poniżej ich grzbietu, na wysokości około 780–815 m n.p.m. Jest tutaj kilkumetrowej wysokości ściana z piaskowców istebniańskich, rów zboczowy, luźne głazy oraz kilka jaskiń i schronów (Jaskinie w Czarnych Działach). Na przełączce Skolarówka po zachodniej stronie osuwiska znajduje się skrzyżowanie zielonego i czarnego szlaku turystycznego. Zielony prowadzi grzbietem Czarnych Działów, na południe odchodzi od niego krótki szlak łącznikowy do osuwiska i jaskiń w Czarnych Działach.
Szlaki turystyczne
 Kocierz Rychwałdzki – Ścieszków Groń – Przełęcz Płonna – Nad Płone – Kucówki – Czarne Działy – Gibasówka – Wielki Gibasów Groń – Przełęcz pod Mladą Horą – Mlada Hora – rozstaje Anuli – Smrekowica – rozdroże pod Smrekowicą – Suwory – Krzeszów
 Ślemień – Czarne Działy.